# Mireille Flour
Mireille Flour (Marseille, 29 april 1906 – 1984) was een Belgisch harpiste van Franse komaf.
Haar vader Desiré Flour was violist en organisator van concerten; haar moeder Anna Lunssens was harpiste en lerares aan het Conservatorium van Marseille en een zus van componist, dirigent en muziekpedagoog Martin Lunssens.
Haar muziekopleiding verkreeg ze eerst aan het Conservatorium van Marseille en daarna bij Marcel Tournier aan het Conservatoire national supérieur de musique et de danse de Paris. Ze haalde daar als vijftienjarige een eerste prijs. Ze was daarna wereldberoemd harpiste in België, ze liet zich zelfs tot Belgische naturaliseren. Ze trad toe tot het orkest van de Nationaal Instituut voor de Radio-omroep (NIR) onder leiding van Franz André. Vanaf 1927was ze voorts docent aan het Koninklijk Conservatorium Brussel tot haar pensioen in 1972. Ze had ook nog een eigen harpkwartet, Quatuor de harpes Mireille Flour (met wisselende samenstellingen), dat in 1963 een aantal uitvoeringen gaf in Nederland, onder andere tijdens de Stedelijk Museumconcerten. Haar spel is bewaard gebleven door enkele opnamen. Componist Pierre Barthomomée droeg zijn Catalogue pour quatuor de harpes aan haar op en Joseph Jongen schreef speciaal voor haar zijn Concerto pour harpe et orchestre.
In 1962 zat ze in de examenjury van het Amsterdams Conservatorium, die Vera Badings, dan al harpiste van het Concertgebouworkest, de prijs van uitnemendheid gaf. Andere juryleden waren daarbij harpisten Phia Berghout, Maria Korchinska, Rosa Spier, Gustav Leonhardt, Joop van Zon en de directeur van het conservatorium Jan Odé. Als afgevaardigde van het rijk was Willem Andriessen aanwezig.
- Bibliothèque nationale de France: cb13825052t (data)
- Gemeinsame Normdatei: 1115754602
- International Standard Name Identifier: 0000 0000 3592 4933
- Library of Congress Control Number: n95083042
- MusicBrainz: f9e58e7b-13ea-4b46-8d42-a8c8ded73726
- Système universitaire de documentation: 241285909
- Virtual International Authority File: 46014340